# Dicrastylis subterminalis
Dicrastylis subterminalis là một loài thực vật có hoa trong họ Hoa môi. Loài này được Rye mô tả khoa học đầu tiên năm 2007.